# Castillo de Saldes
El Castillo de Saldes es un castillo fronterizo en el municipio de Saldes, en el Bergadá (provincia de Barcelona), declarado Bien Cultural de Interés Nacional. Se encuentra situado cerca del núcleo de Saldes, junto a su parte del noreste, en una colina dominada del valle, en la montaña.
Actualmente se encuentra en ruinas, aunque han sido restauradas. Restos de un castillo emplazado en rocas, formado a partir de un muro a lo largo de la colina a pocos metros de la cima. Importantes muros marcan un amplio perímetro. El castillo incluye restos de edificaciones apoyadas en las rocas y una pequeña capilla románica en un extremo. Subsiste una nave de dos plantas con cubierta de bóveda apuntada de piedra, de sillares irregulares y sigue hiladas escuadradas.

## Descripción
Los restos del castillo de Saldes forman un conjunto formado por dos edificios relativamente bien conservados rodeados de fragmentos de muralla, cimientos de otras construcciones en ruinas y la iglesia que se encuentra al lado del cuerpo fortificado. Bajo el conjunto, por el lado de mediodía, están los restos en ruinas de dos antiguas casas.
En el ángulo noroeste arranca una muralla de 90 cm de espesor hecha con piedras irregulares unidas con barro. La estructura del castillo se divide en dos partes claramente diferenciables, el recinto Jussà y el recinto Sobirà. El recinto Jussà conserva restos de habitáculos bastante tardíos y restos de muralla, mientras que el recinto superior conserva un cuerpo fortificado y la capilla de Santa María, junto a la peña y otras edificaciones medio derruidas y cubiertas de vegetación.
El conjunto del castillo de Saldes está formado por una serie de edificaciones y estructuras:
- La iglesia de Santa María se sitúa en el ángulo más levantino del recinto casteller, se trata de un edificio románico, documentado a partir de 1288, que en un inicio estaría formado por una única nave cubierta con bóveda de cañón apuntada, tiene en un ábside semicircular con la puerta a mediodía y está coronada a poniente por una espadaña de un ojo. En época moderna del edificio sufriría modificaciones como la apertura de una nueva apertura a poniente con puerta con dintel y viga de madera, el ábside tomó forma oval y se cubrió con tejas cerámicas.
- El cuerpo fortificado es el resto más importante del castillo, conservado en el lado opuesto de la capilla. Se trata de un cuerpo rectangular de 14,25 m de largo y una anchura entre 5,9 y 6,2 metros, estructurado en dos niveles. Las dependencias del norte del cuerpo fortificado se observan restos de muros y recortes en la roca natural que denotan la utilización de este espacio como dependencias secundarias con la muralla como pared exterior, adosado al cuerpo residencial por el lado sur. Se pueden distinguir dos niveles: el inferior formado por una sala cubierta con una bóveda ojival, y el superior, medio en ruinas. El cuerpo inferior consta de una sala con puerta de acceso a levante que es fruto de una reforma moderna, y en el muro meridional conserva tres aspilleras, aunque éste no dispone de techo. Del piso superior, situado sobre esta bóveda, solamente quedan algunos muros perimetrales que permiten averiguar que estaba dividido en varias cámaras y en los que se conservan también aspilleras.
- El patio de armas está hacia el levante del cuerpo residencial, es un gran espacio sin aberturas delimitado al sur por el recinto amurallado, al este la capilla y al norte un edificio de grandes proporciones.[2]
- El perímetro amurallado se conserva en buen estado con alturas considerables en el lado sur y oeste del recinto superior.

La intervención llevada a cabo en 2001 puso de manifiesto la complejidad del edificio, en los dos recintos; El recinto Soberano engloba el cuerpo residencial, la capilla de Santa María del Castillo y otras estructuras dispersadas por todo el recinto. El portal de acceso al recinto conservaba el marchapié y los montantes del extremo oeste, la primera hilada de levante con indicios del antiguo portal, seguramente hecho con un arco de medio punto adovelado. El portal separaría el cercado soberano en dos zonas: la primera formada por el cuerpo residencial de dos plantas, y la segunda ubicada en poniente con varias construcciones. El recinto Jussà estaría formado por una serie de construcciones levantadas al sur del cuerpo soberano y definiendo la terraza inferior. La comunicación entre los dos recintos se haría mediante una escala de acceso y separados por un muro de factura similar al ubicado en el norte de la sala residencial. Flanqueando este muro por el extremo suroeste se levanta una torre de planta cuadrada, de la que solamente se conservan parcialmente las paredes sur, este y oeste. Adosadas a la muralla hay una serie de edificaciones de época moderna interpretadas como viviendas.
En cuanto a la cronología, se puede considerar que en un primer momento ya habría en el lugar del cuerpo residencial una estructura que ocupaba las mismas dimensiones que el actual, hecha de sillares de tamaño medio colocados de forma plana formando hiladas irregulares y unidos con mortero de cal. Esta estructura estaría dividida en dos pisos con forjados de madera, que posteriormente fueron sustituidos por bóveda de cañón apuntada. Los autores de la excavación proponen para este momento inicial los años 1065 - 1095, fechas en que Galceran prestó juramento al conde de Cerdaña, Guillem Ramon. Más tarde, hacia mediados del siglo XIII y vinculado a la época de máximo esplendor del castillo, se observa una modificación del edificio. Seguramente es en este momento cuando se cambió la cubierta, se reparó la muralla sur, se construyó la capilla de Santa María, y se levantó la torre del suroeste del recinto inferior como fortificación y defensa del núcleo habitado, en pleno desarrollo en este momento. Es en este momento cuando el linaje de Pinós, propietarios del castillo, lo hacen su residencia habitual.
En época bajomedieval se repararonn las paredes sur y norte del cuerpo residencial, se abrieron ventanas, se pavimentó una zona con enlosado y se construyó una chimenea adosada a la pared norte, todas estas construcciones con un aparato más simple. También en ese momento se construyó un lienzo de muralla que englobaría el recinto inferior y el soberano, en el que quedan restos de almenas y del paso de ronda, todo este conjunto de últimas reformas datarían de mediados del siglo XIV. La amortización y abandono del castillo se realizaría en el siglo XVII, momento en que el castillo está en manos de los duques de Alba.

## Historia
Castillo fronterizo. Documentado en 1068 y 1095. En el año 839, Saldes es mencionado en el acta de consagración de la catedral de Santa María de Urgel. Entre 1068 y 1095, existen citas históricas diversas y en los siglos XII al XV, otras noticias históricas. En el 1370, se hacen obras en el castillo. En cuanto al siglo  XVII, el lugar pertenece al Duque de Alba. En 1966, se efectúan obras de excavación y de restauración por el Servicio de la Diputación de Barcelona.
La primera referencia documental se tiene comprendida entre los años 1068 y 1095, cuando Galceran, hijo de Sicardis prestó juramento de fidelidad a Guillem Ramón, conde de Cerdaña. Posteriormente entre los años 1109 y 1117 se volvió a hacer lo mismo, esta vez fue con el conde Bernat Guillem; cuando este último fallece, pasó a Ramón Berenguer III, conde de Barcelona.
El año 1165, eran los señores de este castillo Garcerán y Berenguera de Pinós, se cree que en esta época eran los castellanos la familia Saldes. Entre los años 1162 y 1196, Galceran de Pinós juró fidelidad al rey Alfonso "el Casto", por este castillo y otros. Le sucedió su hijo homónimo que en 1279 arrendó durante cinco años los réditos de Saldes.
En 1294, Galceran de Pinós y su esposa Berenguela, ratificaron a Jaume Martí, de Bagá, la alcaldía y el término de este castillo. Un año más tarde fue nombrado R. De Vallespirans como gobernador de este territorio.En el año 1296, Galceran de Pinós dio a Jaume Digo, de Bagá, este castillo con la condición de que hiciera estancia permanente con su familia.
Entre 1306 y 1316, este castillo junto con el de Bagá, Gavarrós y Gósol estuvieron ocupados por las fuerzas del rey Jaime II de Aragón que estaban en guerra con Pedro I Galceran de Pinós. Cuando este último fallece, se produjo una controversia respecto de si había que rendir homenaje al rey por los castillos de Gósol, Espà, Saldes y Querforadat; los juristas sentenciaron a favor de los Pinós, ya que los tenían en propio alodio, y no enfeudados por el rey. El año 1324, murió el ajenjo Bernat de Gósol, que poseía este castillo entre otros en feudo, por el barón de Pinós. Le sucedió su hija Violante que tomó la investidura de mano de P. de Santa Eulalia. El año 1344, el barón de Pinós arrendó este castillo por 85 libras.El año 1357, Ramon Fortuny fue nombrado alcalde de Saldes por Pere III Galceran de Pinós. Se hicieron obras en el castillo, durante el año 1370, principalmente en la residencia del señor.
En el censo de 1365-1370 contaba con 58 fuegos, también se encuentra incluida aquí la parroquia de Turbau. En el censo de 1381, se asigna al castillo de Saldes, 36 fuegos. Bernat I Galceran de Pinós, heredó de su hermano Pedro este castillo  en el año 1393 y juró guardar los privilegios de Saldes.
El año 1484, durante la revuelta de los remensas, este castillo estuvo en peligro de ser tomado por los agricultores. En este siglo XV acaban las referencias históricas del castillo, que perdió importancia e inició su decadencia, durante el siglo XVII Saldes figura como posesión del duque de Alba, a la sub veguería de Berga y la veguería de Manresa.
En 1965 el edificio fue restaurado por el Servicio de Catalogación y Conservación de Monumentos de la Diputación de Barcelona. En octubre de 2001 se procedió a realizar una intervención consistente en un estudio de interpretación, consolidación y excavación de urgencia, realizada por Pere Cascante por encargo del Ayuntamiento de Saldes a través de la Sociedad de Arqueología del Bergadá. Se excavó la sala principal, dejando al descubierto el pavimento de losas.